# Cristoforo Solari

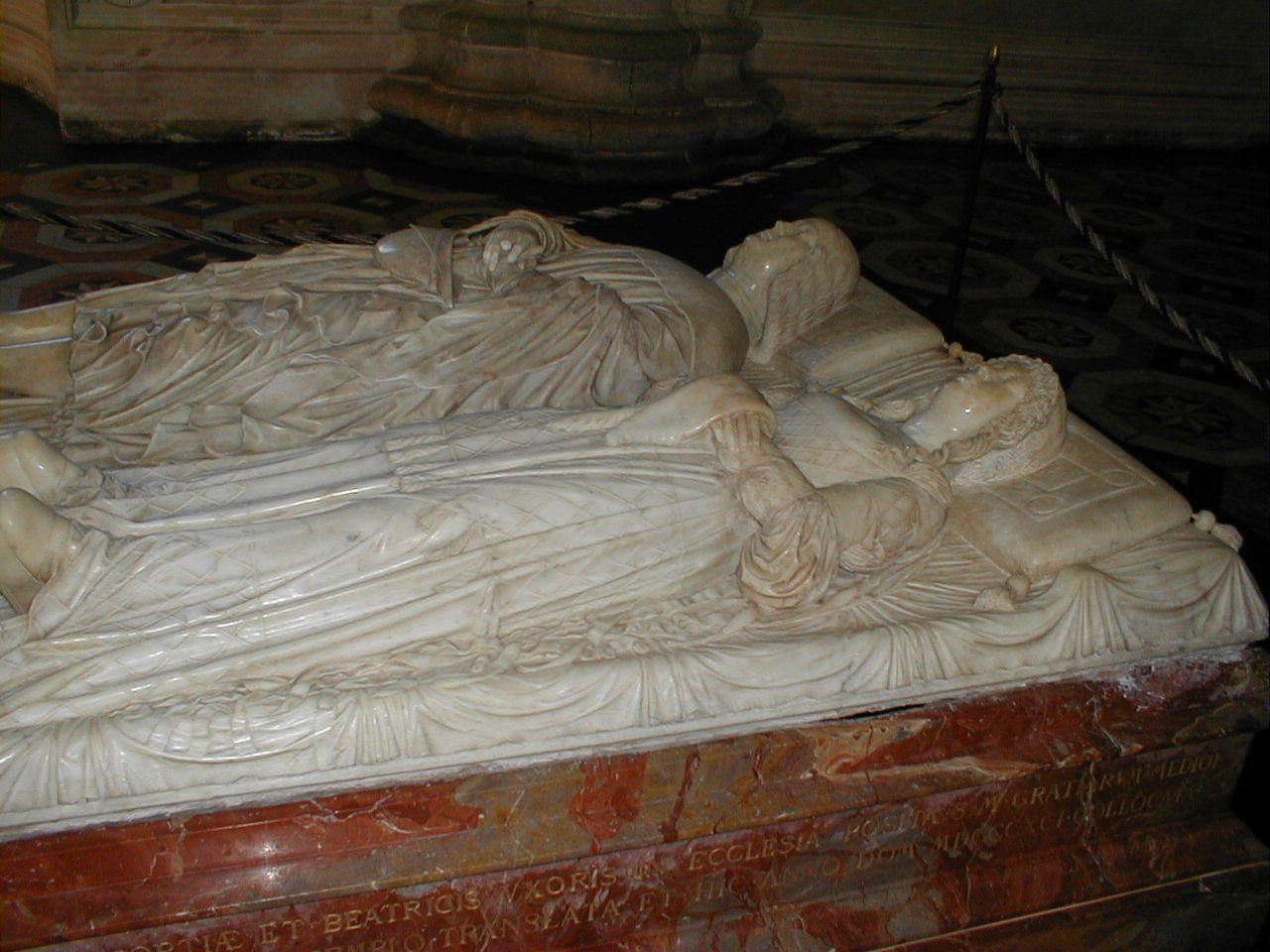
Cristoforo Solari: Graftombe van Ludovico il Moro en Beatrice d'Este in Pavia

Cristoforo Solari (ca. 1460 tot 1527), ook bekend als Il Gobbo (de gebochelde)  was een Italiaans beeldhouwer en architect uit de hoogrenaissance. Hij was de broer van de kunstschilder Andrea Solari.
Een van zijn bekendste werken is de graftombe van de hertogen Ludovico il Moro en Beatrice d'Este voor het klooster Certosa di Pavia, gemaakt tussen 1497 en 1499.